# Cathie Jung
Cathie Jung (nascida em 1937) é uma modelo e corset estadunidense, que atualmente reside em Old Mystic, Connecticut. Jung detém o recorde mundial de menor cintura de uma pessoa humana, tendo 38 cm.